# Stefan von Jankovich
Stefan von Jankovich, (geboren als: Pribéri Jankovich István Kálmán) (* 25. Januar 1920 in Budapest; † 23. Januar 2002 in Zürich) war ein ungarisch-schweizerischer Architekt, Künstler und Autor.

## Leben
Stefan von Jankovich war Architekt, Orts- und Regionalplaner. Er entwickelte das von ihm patentierte Baukastensystem JANKOSWISS.
Als Sportler wurde er vor allem als Segler bekannt.
Der Künstler Jankovich wurde von seinen Kritikern gewürdigt, indem sie seine Grafiken und Aquarelle mit den Künstlern William Turner und Ferdinand Hodler verglichen.
Als Freiheitskämpfer und Freidenker war er eine wichtige Persönlichkeit zur Zeit des ungarischen Aufstandes 1956. Er wurde zum Sprecher der Studentenversammlung und Mitverfasser der Menschenrechte in 10 Punkten.
Nach seinem schweren Autounfall 1964 beschäftigte ihn viele Jahre ein dabei erfahrenes Nahtoderlebnis. Im Laufe der Zeit versuchte er dieses Erlebnis durch wissenschaftliche Literatur immer wieder zu erklären. Als einer der ersten veröffentlichte er 1984 dieses Erlebnis in seinem Buch: „Ich war klinisch tot. Der Tod – mein schönstes Erlebnis“ im Drei Eichen Verlag. Dieses Buch wurde in 8 Sprachen übersetzt. Weitere Bücher folgten, was ihn durch das Studium der vielfältigen wissenschaftlichen Literatur dazu, zum Philosophen und spirituellen Lehrer machte.
1984 gründete er in Zürich das "Forum Homo Harmonicus", eine Basis für seine eigene geistige und spirituelle Arbeit und Treffpunkt für interessierte Menschen.

### Herkunft und Familie
Stefan von Jankovich wurde römisch-katholisch getauft. Sein Vater, der Jurist Pribéri Jankovich István, leitete als Direktor die staatliche Unfallversicherungsgesellschaft (OTB) in Budapest und war Kunstsammler. Stefans Mutter, Lidia, geb. Arkay (Tochter des in Ungarn berühmten Jugendstil-Architekten Arkay Aladár) war Kunstmalerin. Stefan von Jankovich empfand die Erziehung in seinem Elternhaus als von religiösen und ethischen Prinzipien sowie den künstlerischen Talenten seiner Eltern und Großeltern geprägt. Aus erster Ehe mit Agnes Ekkert hat er die beiden Töchter Agnes (geb. 1945) und Marta (geb. 1947). Die zweite Ehe mit Anna Nagymengyeri Eggenhofer blieb kinderlos.

### Schule und Studium
Jankovich besuchte die Primarschule in Budapest und das Erzbischöfliche Realgymnasium in Budapest. Ab 1938 studierte er Architektur an der technischen Hochschule in Budapest. Er erhielt ein Stipendium des "British Council" für ein Studium in Großbritannien, ein zweites Stipendium der Deutsch-Ungarischen Gesellschaft eröffnete ihm die Möglichkeit, in Deutschland zu studieren und ein drittes Stipendium für einen Studienaufenthalt in Rom. 1943 schloss er sein Studium als Dipl. Ing. Architekt ab. Die zwei folgenden Jahre studiert er Nationalökonomie an der Hochschule für Volkswirtschaft in Budapest.

### Berufsleben
Von 1942 bis 1948 arbeitete Stefan von Jankovich als selbständiger Architekt in Budapest. Daneben war er als Assistent am Lehrstuhl für Städtebau und Regionalplanung an der Technischen Hochschule in Budapest tätig. Ab 1948 bis zu seiner Flucht in die Schweiz (Nov. 1956) war er hauptamtlich an der Technischen Hochschule in Budapest beschäftigt.
Nach der Flucht 1957 bis 1961 arbeitete er in einem Architekturbüro in Zürich und ab 1961 an führte er ein eigenes Büro in Zürich. Nebst konventioneller Bauweise, baute er mit dem von ihm patentierten Vorfabrikations-Baukastensystem "JANKOSWISS". 1964 öffnet er ein weiteres Büro in Lugano, musste es aber auf Grund des schweren Verkehrsunfall und der daraus entstandenen finanziellen Belastung 1978 wieder schließen. Bis zu seiner Pensionierung 1985 war er als Architekt und Planer als "Freelancer" in Zürich tätig.

### Ruhestand
Das Ende seiner beruflichen Karriere fiel ihm schwer und die fehlende Vorsorge für das Alter bereitete ihm Existenzängste, bis er nach einer 3-tägigen Klausur seine Aufgabe spürte. Er gründete das "Forum Homo Harmonicus", ein Treffpunkt für Menschen, die ihren geistigen Weg suchen. Er schrieb Bücher, hielt Seminare und wurde bis zu seinem Tode als Referent und Seminarleiter auch im Fernsehen, und im In- und Ausland sehr geschätzt. Im Jahr 2002 ist Stefan von Jankovich nach kurzer Krankheit in Zürich gestorben.

## Bauten und Planungsarbeiten (Auswahl)
Ungarn 1943 bis 1956:
- Neubau Meteorologisches Institut in Siófok am Plattensee
- Studienauftrag für Stadion Lágymányos
- Regionalplanung der Insel Mohács und Ortsplanung der Gemeinde Homorúd
- Programm für die planmäßige Vorbereitung von Regional- und Ortsplanung in der Regio BALATON (Plattensee) und Umgebung 1945
- Diverse Bauten für Krankenhäuser des Roten Kreuzes
- Rekonstruktions-Richtplan für Budapest nach dem Krieg (Mitglied vom 3er-Kollegium Hösch, Jankovich, Preisich)

Schweiz
- Umbau Bürohaus ENIT, Uraniastrasse, Zürich
- Neubau Mehrfamilienhaus Niderwil, Kt. Aargau; mit JANKOSWISS Baukastensystem
- 7-stöckiges Büro- und Bankgebäude mit Autobank, Cafeteria & Club- und Versammlungslokal, Via Pretorio, Lugano; mit Baukastensystem JANKOSWISS

Deutschland
- Wettbewerb: flexible Wohnungen mit Baukastensystem JANKOSWISS
- Wettbewerb: zwei Hochhäuser mit Büro und Wohnungen für eine Versicherungsgesellschaft in Stuttgart; mit JANKOSWISS
- Wohn-Hochhaus in Pfungen mit JANKOSWISS

Spezielle Gebäude:
- Kathedrale: Kitega, Burundi (Afrika)
- Flugplatz-Restaurant: Gondo/Las Palmas
- Verkehrsschule Hardau; Zürich
- Wettbewerb Altenwohnungen; Matthisweg, Zürich und Kloten
- Fernsehturm in Kuwait, in Zusammenarbeit mit Elektrowatt, ZH

Ortsplanung:
- Projektstudie: Tunis (Afrika)
- Ferieninsel Arabella, in Zusammenarbeit mit Elektrowatt, ZH
- Abu Nussair, neue Stadt in Jordanien; in Zusammenarbeit mit Elektrowatt, ZH
- Assis, neue Stadt in Saudi-Arabien; in Zusammenarbeit mit Elektrowatt, ZH

## Bücher in deutscher Sprache
- 1984 "Ich war klinisch tot. Der Tod – mein schönstes Erlebnis", Drei Eichen Verlag
- 1986 "Esoterische Visionen. Bilder und Texte zum Nachdenken", Drei Eichen Verlag
- 1986 "In der Welt von Osiris – Isis – Horus. Gedanken und Meditationen", Drei Eichen Verlag
- 1990 "Die energetische Struktur des Menschen", Drei Eichen Verlag
- 1993 "Reinkarnation als Realität", Drei Eichen Verlag
- 1997 "Schulplanet Erde I+II", Frick Verlag
- 2001 "Kontakte mit dem Licht. Über Gebet und Meditation", Frick Verlag